# ATP (dohoda)

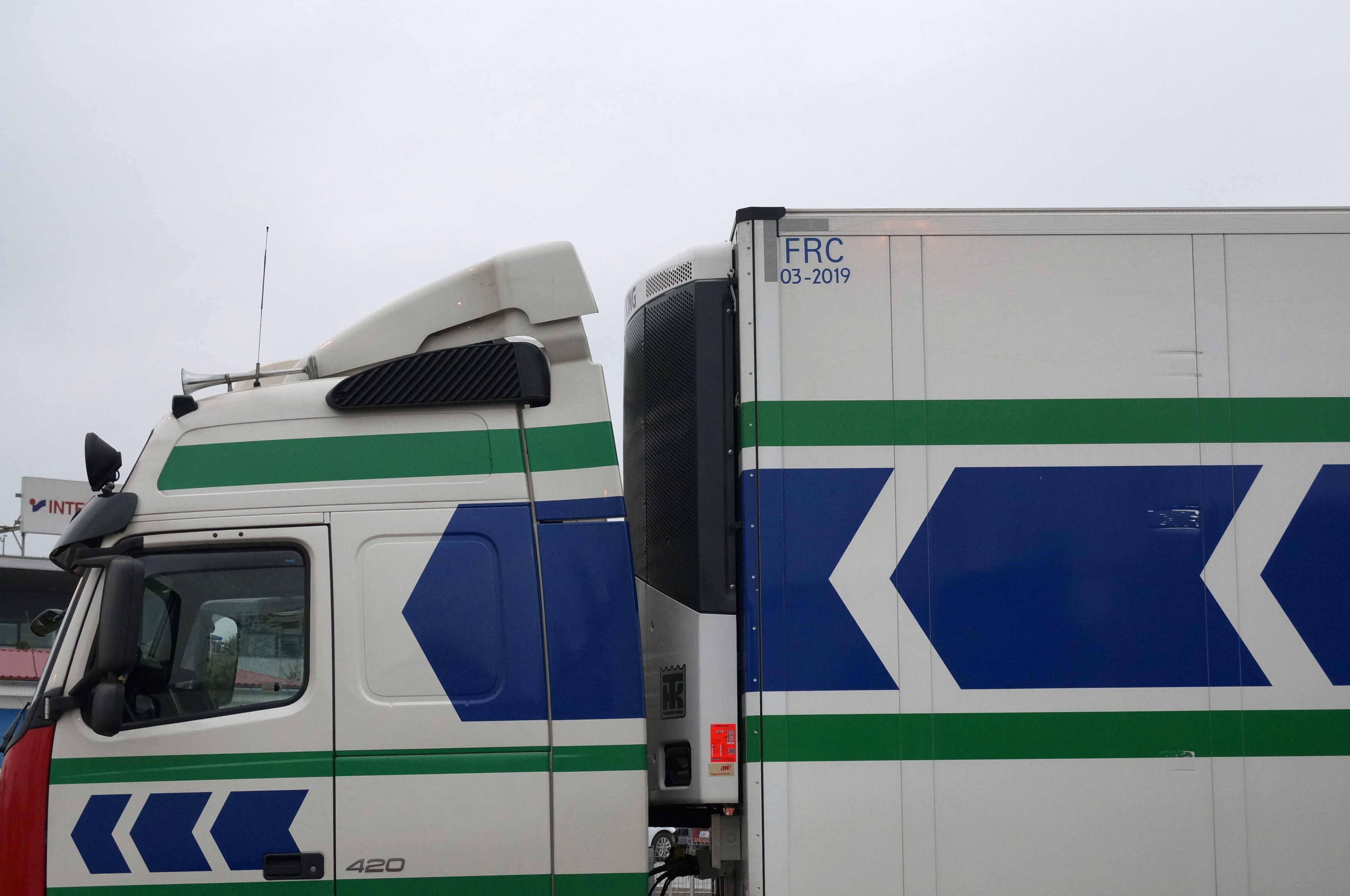
Izotermický návěs s certifikací FRC

ATP (anglicky Agreement on the International Carriage of Perishable Foodstuffs and on the Special Equipment to be used for such Carriage, česky Dohoda o mezinárodních přepravách zkazitelných potravin a specializovaných prostředcích určených pro tyto přepravy) je dohoda o mezinárodních přepravách zkazitelných potravin.
Dohoda ATP stanovuje normy pro mezinárodní silniční a železniční přepravu zkazitelných potravin mezi těmi státy, které ji ratifikovaly. Takových států je zhruba 50. ATP se sice vztahuje na mezinárodní přepravu, ale mnohé státy přijaly zásady ATP i pro svou vnitrostátní přepravu. Zkratka ATP souvisí s názvem této dohody ve francouzštině: Accord relatif aux transports internationaux de denrées périssables et aux engins spéciaux à utiliser pour ces transports. Dohoda ATP byla uzavřena pod patronací Evropské hospodářské komise OSN (UNECE) v Ženevě roku 1970. ATP zavazuje dopravce signatářských států, aby při přepravě potravin splňovali určité podmínky, používali pouze schválené přepravní prostředky a aby tato zařízení byla pravidelně kontrolována.

## Dělení dopravních prostředků
Podle ATP se izotermické dopravní prostředky (tepelně izolované skříně) dělí do dvou skupin podle toho, jakých hodnot dosahuje jejich součinitel prostupu tepla K.
Pokud je K < 0,7 W/(m2.K), jedná se o skříň s normální izolací, (značí se IN), která se smí používat jen pro přepravu chlazených potravin. Je-li skříň vybavena zesílenou tepelnou izolací (IR) a její součinitel prostupu tepla K < 0,4 W/(m2.K), je po doplnění vhodným chladicím zařízením vhodná i pro přepravu mraženého zboží. V praxi se můžeme (vedle eutektických a kryogenních chladicích jednotek) setkat v drtivé většině s přepravními prostředky vybavenými strojním (kompresorovým) chladicím zařízením. Ty se podle předpisů ATP dělí na šest tříd označovaných písmeny A až F, používají se však hlavně dvě, a to A a C.
Třída A znamená, že při teplotě okolí +30 °C lze teplotu uvnitř izotermické skříně regulovat v rozpětí od 0 °C do +12 °C. Takový přepravní prostředek je tedy vhodný pouze pro přepravu chlazeného zboží a zevně je označen rozlišovací značkou FNA. Z toho můžeme vyčíst, že jde o systém s mechanickým chlazením, s normální izolací, třídy A. Nejrozšířenější jsou však přepravníky s certifikací FRC, což znamená, že jde o mechanicky chlazené přepravní prostředky se zesílenou izolací spadající do třídy C, tedy při vnější teplotě +30 °C se teplota uvnitř dá nastavit a udržovat v rozpětí od −20 °C do +12 °C. Přepravní prostředek s certifikací FRC se proto může používat jak pro transport chlazeného, tak i mraženého zboží. Většinou se jedná o potraviny, ale setkat se lze i s jinými typy zboží, např. s krevní plazmou nebo s čerstvými květinami. V souvislosti s rostoucím používáním víceteplotních přepravníků rozdělených uvnitř přepážkami na dvě či více komor s různými teplotami se do budoucna budeme setkávat s kombinovanými rozlišovacími značkami, např.:               
- FRC-FRA – Použije se pro dvouteplotní izotermickou skříň s pevnou vnitřní přepážkou rozdělující skříň na dvě komory.
- FRC(FRC-FRA) – Použije se pro skříň s pohyblivou vnitřní přepážkou, kterou lze podle potřeby odstranit – skříň tedy může fungovat jako jednoteplotní nebo i dvouteplotní.

Nová izotermická skříň může získat osvědčení ATP na dobu 6 let. Jestliže platnost osvědčení skončí, musí provozovatel vozidla absolvovat kontrolní zkoušku v akreditované zkušebně ATP a prodloužit tím certifikaci o další 3 roky. Seznam akreditovaných zkušeben ATP vede UNECE. V České republice je zkušebna ATP pro silniční přepravu akreditovaná Ministerstvem dopravy ČR v Hostivici u Prahy. V Slovenské republice je zkušebna ATP pro silniční přepravu akreditovaná Ministerstvem dopravy SR v Piešťanech.